# Geoinformatika

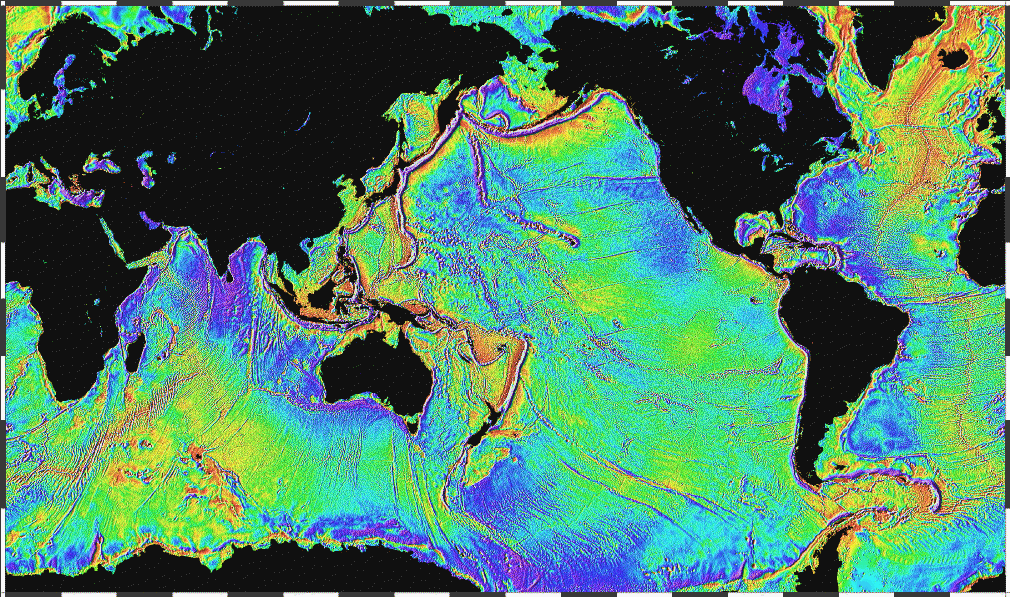
Oceánské pánve mapované pomocí satelitů. Prvky mořského dna větší deseti kilometrů jsou zjištěny díky gravitační deformaci mořské hladiny.

Geoinformatika je technická věda, primárně spadající do domény informatiky a částečně geografie. Zabývá se programováním aplikací, prostorovými datovými strukturami a analýzou časoprostorových objektů a jevů souvisejících s povrchem Země či jiných nebeských těles. Díky vývoji softwaru a webových služeb pro modelování a analýzu prostorových dat slouží ostatním geovědám a příbuzným vědeckým a inženýrským oborům.
Často je zaměňována s geomatikou, ta se však primárně věnuje získávání prostorových znalostí a využití informačních systémů, nikoli jejich vývoji.
V rámci geověd se jedná o novou vědu, mezi jejíž oblasti výzkumu a aplikací v současnosti patří:
- získávání digitálních geografických údajů v terénu
- Globální družicové polohové systémy (GNSS)
- analýza a hodnocení – posuzování údajů dálkového průzkumu Země (DPZ)
- geografické informační systémy (GIS)
- integrace vědomostních znalostí systému GIS
- numerické simulační modely a prognostické modely pro prostorové procesy
- systémy pro podporu rozhodování
- použití multimediálních metod
- digitální kartografické systémy
- trojrozměrná (3D) vizualizace, virtuální realita